# Void Linux
Ne doit pas être confondu avec void.
Void Linux est une distribution GNU/Linux indépendante. Le système est construit entièrement à partir de zéro (« from source » comme Linux From Scratch). Les BLOBs binaires de Linux sont exclus bien qu'il existe un dépôt non-free pour installer du code propriétaire.
Void se démarque des autres distributions puisqu'elle utilise runit comme init en lieu et place de systemd, habituellement utilisé par la plupart des distributions.
De nature en publication continue, un système exécutant Void est toujours maintenu à jour. Les paquets installables sont disponibles sur un référentiel hébergé sur GitHub.
La distribution est disponible pour les architectures x86_64 et ARM, il existe aussi un fork pour l'architecture PowerPC ; compilé avec glibc ou avec musl-libc, une implémentation libc qui se démarque par sa légèreté mais surtout par sa volonté de respect strict des standards.

## Histoire
Void Linux a été créé en 2008 par Juan Romero Pardines, un ancien développeur de NetBSD, souhaitant avoir une plateforme de test pour son gestionnaire de paquet : XBPS (X Binary Package System). Inspiré par le principe de ports des systèmes BSD, xbps-src peut construire nativement des paquets à partir des sources.

## Installation
Le site officiel de Void Linux propose au téléchargement une image "base" sans environnement de bureau, et une image "XFCE". Ces deux images pèsent chacunes 600Mo et 990Mo. L'installation s'oppère généralement de deux façons :
- soit via l'application "void-installer"[10] qui produit un environnement en mode texte, et qui permet de réduire drastiquement le nombre de commandes pour installer Void Linux.
- soit via chroot, qui bien que plus technique, permet de configurer le chiffrement du disque système[11].

Un guide officiel et complet est disponible à l'adresse https://docs.voidlinux.org. Le système de base étant très minimaliste, il faut généralement compter sur l'installation des drivers graphiques, d'un serveur X comme X.org, d'un environnement graphique, et d'un émulateur de terminal. 